# Wolfram Bernhard
Wolfram Bernhard (* 19. Juni 1931 in Mainz; † 14. Februar 2022 ebd.) war ein deutscher Anthropologe.

## Leben
Von 1963 bis 1971 war er wissenschaftlicher Assistent am Anthropologischen Institut in Mainz. Nach der Promotionen zum Dr. phil. 1961, zum Dr. rer. nat. 1965 und zum Dr. med. 1975 und der Habilitation 1971 an der Universität Mainz war er von 1976 bis 1999 ordentlicher Professor am Anthropologischen Institut der Universität Mainz. 1999 erfolgte die Emeritierung.